# T.Wonder
T.Wonder (* 1984 in Dresden als Jan Baumann) ist ein deutscher Rapper und Musikproduzent.
Bisher hat er zwei Alben veröffentlicht: „Spurwechsel“ als independent Download LP und „3,5 Promille“ über das Label „Global Mutation“ mit deutschlandweitem Vertrieb über Sony/BMG. Dabei hat er Texte und Musik durchgängig selbst geschrieben und komponiert, was ihn von vielen zeitgenössischen Rap-Künstlern unterscheidet.
Sein Stil ist inhaltlich zunehmend dem Battle-Rap zuzuordnen. Die Musik – nach eigenen Angaben ausschließlich mit der Software Fruity Loops produziert – ist überwiegend elektronisch, aber vergleichsweise melodiös und verspielt.

## Biographie
Aufgewachsen im Stadtteil Neustadt erlebte T.Wonder bis zu seinem 13. Lebensjahr den gesellschaftlichen und wirtschaftlichen Wandel der Neuen Bundesländer nach der Wende sehr bewusst. Nach der Trennung seiner Eltern verbringt er ein Jahr im Neubau-Stadtteil Johannstadt und lebt ab 1998 im Stadtteil Klotzsche, wo man typisch für die ostdeutschen Vorstädte Plattenbau-Siedlungen und Vorstadt-Villen auf engem Raum nebeneinander findet.
Hier begann er Rap-Musik zu produzieren und Texte zu verfassen.
Ab 2004 ist er beim Dresdner Independent-Label „Global Mutation“ unter Vertrag und sicherte sich für sein letztes Album „3,5 Promille“ einen Vertriebs-Deal mit Sony/BMG.
Außerdem ist er Gründungsmitglied der Formation New Definition, zu der viele weitere Künstler aus Dresden und anderen Städten zählen.

## Diskografie
- 2005: „Spurwechsel“ mit DJ Access (Online, doperap.biz)
- 2006: „3,5 Promille“ mit DJ Access (LP, Global Mutation/Neo/Sony/BMG)
- 2006: „We Run these Streets“ mit New Definition (Maxi-CD, New Definition)
- 2007: „16 Quadrat“ (Mixtape, New Definition)
- 2008: „Alle Wege führen nach Oben“ (LP, New Definition)